# François Marie Baud
François Marie Baud (Den Haag, 28 juni 1855 – Schaarsbergen, 29 juni 1936) was een Nederlands politicus die gerekend wordt tot de liberalen.
Baud, lid van de familie Baud, werd in 1882 burgemeester van de gemeenten Leimuiden en was daarna van 1892 tot 1927 burgemeester van de gemeenten Nieuwveen en Zevenhoven. In 1927 werd Baud benoemd tot Ridder in de Orde van Oranje-Nassau. Zijn vader was de politicus en minister van Koloniën Guillaume Louis Baud (1801 - 1891).